# 大久保教義
大久保 教義（おおくぼ のりよし）は、相模荻野山中藩の第3代（最後）の藩主。荻野山中藩大久保家7代。

## 生涯
文政8年（1825年）4月7日、第2代藩主・教孝の三男として生まれる。兄の教業が早世したため嫡子となり、弘化2年（1845年）12月7日、父の隠居により家督を継いだ。同年のうちに従五位下、長門守に叙任された。
文久元年（1861年）に大番頭に任じられ、元治元年（1864年）に出雲守に転任する。藩政においては藩財政難で5500両の借金に苦しみ、その対応に追われた。幕末期の慶応3年（1867年）12月、幕末三大焼き討ちといわれる江戸薩摩藩邸に集まった鯉渕四郎ら倒幕派浪士隊が、教義が甲府城の勤番のために留守であった山中陣屋を襲撃したため、山中陣屋は焼失した。慶応4年（1868年）には中務少輔に転任する。
以後は新政府に恭順したため、明治2年（1869年）6月の版籍奉還で藩知事となり、明治4年（1871年）7月の廃藩置県で藩知事を免官された。明治18年（1885年）5月26日に死去した。享年61。
教義の長男・忠良は本家小田原藩の家督を継いで最後の藩主となった。

## 系譜
父母
- 大久保教孝（父）

正室、継室
- 加納久儔の娘（正室）
- 関福子 ー 関盛泰の娘（継室）

子女
- 大久保忠良（長男）
- 大久保教正（次男）
- 文 ー 加納久宜正室
- 幸 ー 大久保忠礼正室
- 潤 ー 辰馬勇治郎室

## 演じた人物
- 千葉雄大 - 舞台『ジャズ大名』（2023年）

| 当主            | 当主                                   | 当主            |
| --------------- | -------------------------------------- | --------------- |
| 先代 大久保教孝 | 荻野山中藩大久保家 7代 1845年 - 1885年 | 次代 大久保教正 |